# Vratimov
Vratimov (în germană Rattimau, în poloneză Racimów) este o comună și un oraș din districtul Ostrava-Oraș, în regiunea Moravia-Silezia, Cehia. Are o populație de aproximativ 7.400 de locuitori.
Principalul obiectiv turistic al orașului Vratimov este Biserica „Sfântul Ioan Botezătorul”.

## Diviziuni administrative
Vratimov este alcătuit din cinci diviziuni administrative (populația este între paranteze conform recensământului din 2021):
- Vratimov (5.544)
- Horní Datyně (1.717)

## Geografie
Vratimov se află la sud-est de Ostrava, în imediata sa vecinătate. Se află în câmpia bazinului Ostrava, în regiunea istorică Cieszyn Silezia. Orașul este situat pe malul drept al râului Ostravice, care formează granița vestică a teritoriului comunei.

## Istorie
Vratimov a fost fondat în timpul colonizării regiunii Cieszyn Silezia în a doua jumătate a secolului al XIII-lea. Prima mențiune scrisă datează din anul 1305 sub numele său latin Wrothimow. Numele ceh a fost folosit pentru prima dată în 1598.
Politic, satul a aparținut inițial Ducatului de Teschen, format în 1290 ca urmare a fragmentării feudale a Poloniei și a fost condus de o ramură locală a dinastiei Piast. În 1327, ducatul a ajuns să fie o feudă a Regatului Boemiei, care după anul 1526 a devenit o parte a monarhiei habsburgice.
Vratimov a fost în mod tradițional agricol. În anii 1880, aici a fost construită o fabrică de celuloză și apoi fabrici de producție a hârtiei și de obținere a metalelor din minereuri. Industrializarea a schimbat dramatic caracterul orașului.

## Transporturi
Vratimov se află pe linia de cale ferată Ostrava – Frýdlant nad Ostravicí.

## Obiective turistice

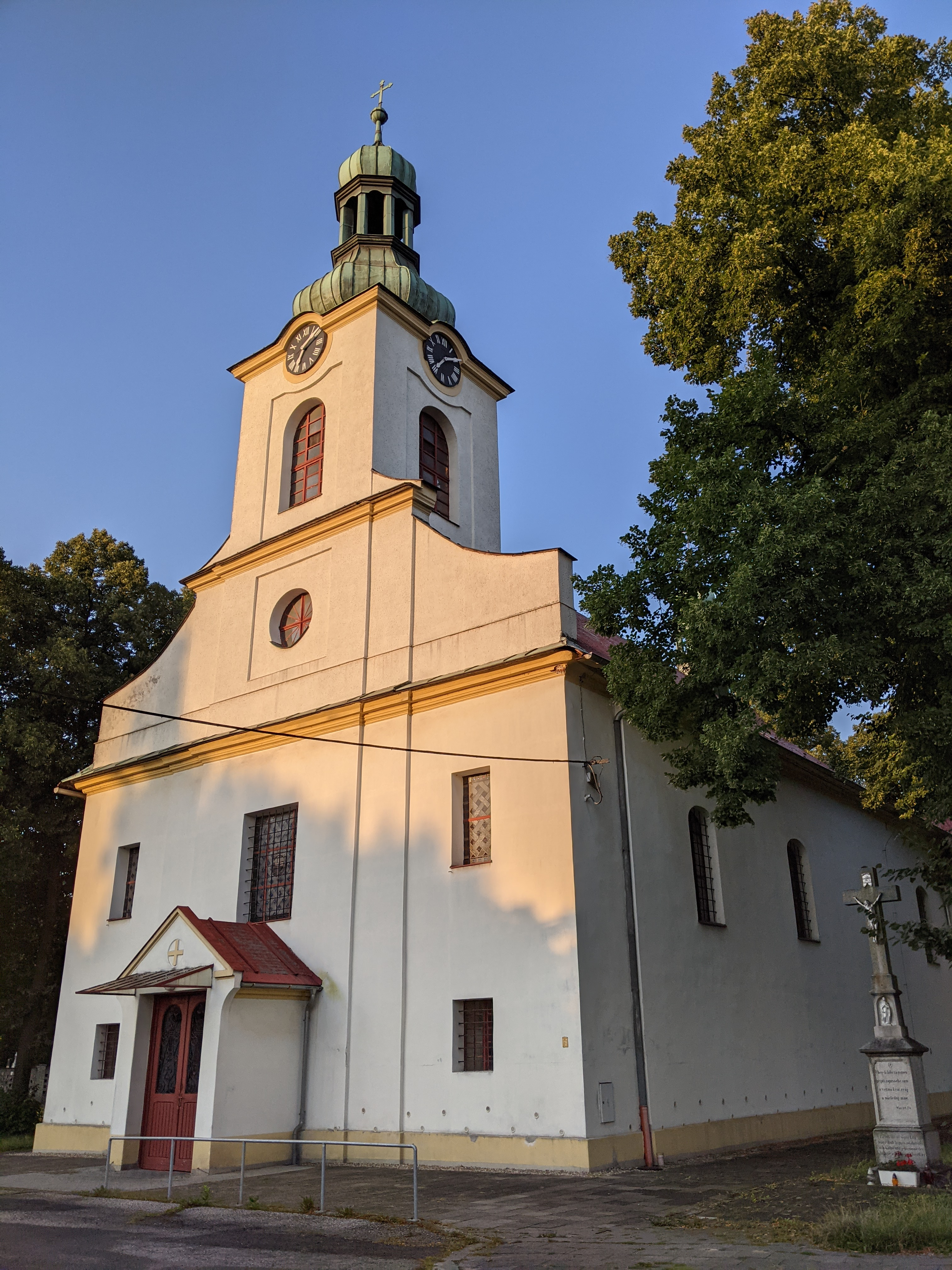
Biserica „Sfântul Ioan Botezătorul”

Principalul obiectiv turistic al orașului Vratimov este Biserica „Sfântul Ioan Botezătorul”. Prima mențiune a unei biserici de lemn datează din anul 1652. După ce această veche biserică a ajuns în paragină, o nouă biserică a fost construită lângă ea în 1806, sfințită de asemenea ca Sfântul Ioan Botezătorul.

## Orașe înfrățite–orașe gemene
Vratimov este înfrățit cu:
- Senj, Croația